# Lim Khim Wah
Lim Khim Wah (* 1989) ist ein malaysischer Badmintonspieler. 

## Karriere
Lim Khim Wah gewann in der Saison 2008/2009 die Herrendoppelkonkurrenz bei den malaysischen Einzelmeisterschaften. 2009 siegte er, ebenfalls im Herrendoppel mit Chan Peng Soon, bei den Thailand Open. Bei den China Masters 2010 wurden beide Dritte, bei den Japan Open Neunte.

## Sportliche Erfolge
| Saison    | Veranstaltung              | Disziplin    | Platz | Name                          |
| --------- | -------------------------- | ------------ | ----- | ----------------------------- |
| 2006      | Junioren-Weltmeisterschaft | Herrendoppel | 3     | Mak Hee Chun / Lim Khim Wah   |
| 2008/2009 | Malaysische Meisterschaft  | Herrendoppel | 1     | Chan Peng Soon / Lim Khim Wah |
| 2009      | Thailand Open              | Herrendoppel | 1     | Chan Peng Soon / Lim Khim Wah |
| 2010      | China Masters              | Herrendoppel | 3     | Chan Peng Soon / Lim Khim Wah |
| 2010      | Vietnam Open               | Herrendoppel | 9     | Chooi Kah Ming / Lim Khim Wah |
| 2010      | Japan Open                 | Herrendoppel | 9     | Chan Peng Soon / Lim Khim Wah |
| 2011      | Asienmeisterschaft         | Herrendoppel | 5     | Lim Khim Wah / Goh Wei Shem   |